# Mime
Mime – jeden z Nibelungów, postać z tetralogii Richarda Wagnera – Pierścień Nibelunga.

## Opis postaci
Karzeł Mime pojawia się w dwóch częściach Pierścienia Nibelunga, są to Złoto Renu oraz Zygfryd. Mime jest bratem innego karła – Alberyka, jednym ze zdolniejszych kowali wśród Nibelungów. To on w Złocie Renu z tytułowego kruszcu wykuwa Alberykowi pierścień dający władzę nad światem oraz hełm pozwalający na przybranie dowolnej postaci. Nie potrafi się jednak sprzeciwić władzy, jaką przedmioty te dają jego bratu. Więcej o Mimem można dowiedzieć się z opery Zygfryd, gdzie Wagner pokazuje również kuźnię Nibelunga. W wyniku wydarzeń, które opisuje Walkiria karzeł stał się opiekunem wnuka Wotana, a syna Zygmunda i Zyglindy – Zygfryda. Chłopiec ma nadludzką siłę, a co więcej – nie zna strachu, to on ma zabić smoka – Fafnera, tę bowiem postać przybrał olbrzym, który obecnie jest posiadaczem Alberykowego pierścienia. Mime liczy na to, że w zamian za trud włożony w wychowanie Zygfryda zdobędzie pierścień dający władzę nad światem. Kłopoty z jakimi zmaga się karzeł to nie tylko krnąbrność młodego bohatera, który nie chce się uczyć rzemiosła i pogardza karłem. Jako niezły kowal wie on, że jedynym mieczem, który może przebić skórę smoka jest dany Zygmundowi przez Wotana Notung. Jednak również sam Wotan zniszczył ten miecz, a Zyglinda ocaliła jedynie szczątki, których żaden kowal spośród Nibelungów nie potrafi na nowo przekuć. Charakter karła Wagner określił dokładniej w jego rozmowie z nieznajomym wędrowcem. Przybysz ten to w istocie Wotan, który pozwala Mimemu, aby ten zadał mu trzy pytania, a potem sam ma zadać pytania Mimemu, obaj mają udzielić możliwie celnych odpowiedzi. Karzeł jest ciekawy świata, pyta najpierw o znaną sobie najlepiej krainę Nibelungów, by potem zapytać o olbrzymów i bogów. Wotan zwraca mu uwagę, że troszczy się o rzeczy małe i błahe. Przepowiada mu jego los – oto bohater z ukochanego rodu boga, Välsungów, ten, który nie zna strachu, ma dobyć Notunga i zabić nie tylko Fafnera, ale i Mimego. Karzeł jest jednak zadufany w sobie, bo dopóki nie ma kowala, który może na nowo wykuć miecz – on, Mime, jest bezpieczny. Chcąc sprawdzić przepowiednię wędrowca, mówi Zygfrydowi o mieczu jego ojca. Młody bohater od razu zabiera się do pracy ku rozpaczy Mimego, który wciąż liczy na zdobycie pierścienia nawet podstępem, Zygfryd ściera szczątki Notunga, co jest wbrew kowalskim regułom. Okazuje się to jednak właściwą drogą ponownego wykucia miecza. Zamiary karła stają się naprawdę złe. Chce on aby Zygfryd albo od Fafnera nauczył się strachu, albo wypił truciznę po boju ze smokiem. Taki też napój szykuje swojemu wychowankowi. Daremnie, po walce Zygfryda z Fafnerem, Mime ginie z ręki wychowanka. Młody bohater został ostrzeżony przez leśnego ptaszka. Dar rozumienia mowy zwierząt spowodowała smocza posoka, którą Zygfryd został skropiony w walce.

## Wykonawcy
Rola Mimego jest napisana dla tenora, śpiewali ją m.in.:
- Karl Schlosser (Złoto Renu – premiera, Monachium, 22 września 1869)
- Max Schlosser (pierwsze wykonanie tetralogii w całości, sierpień 1876, Bayreuth)
- Heinz Zednik
- Erwin Wohlfahrt
- Gerhard Stolze
- Francisco Vas
- Graham Clark